# Jave la Grande

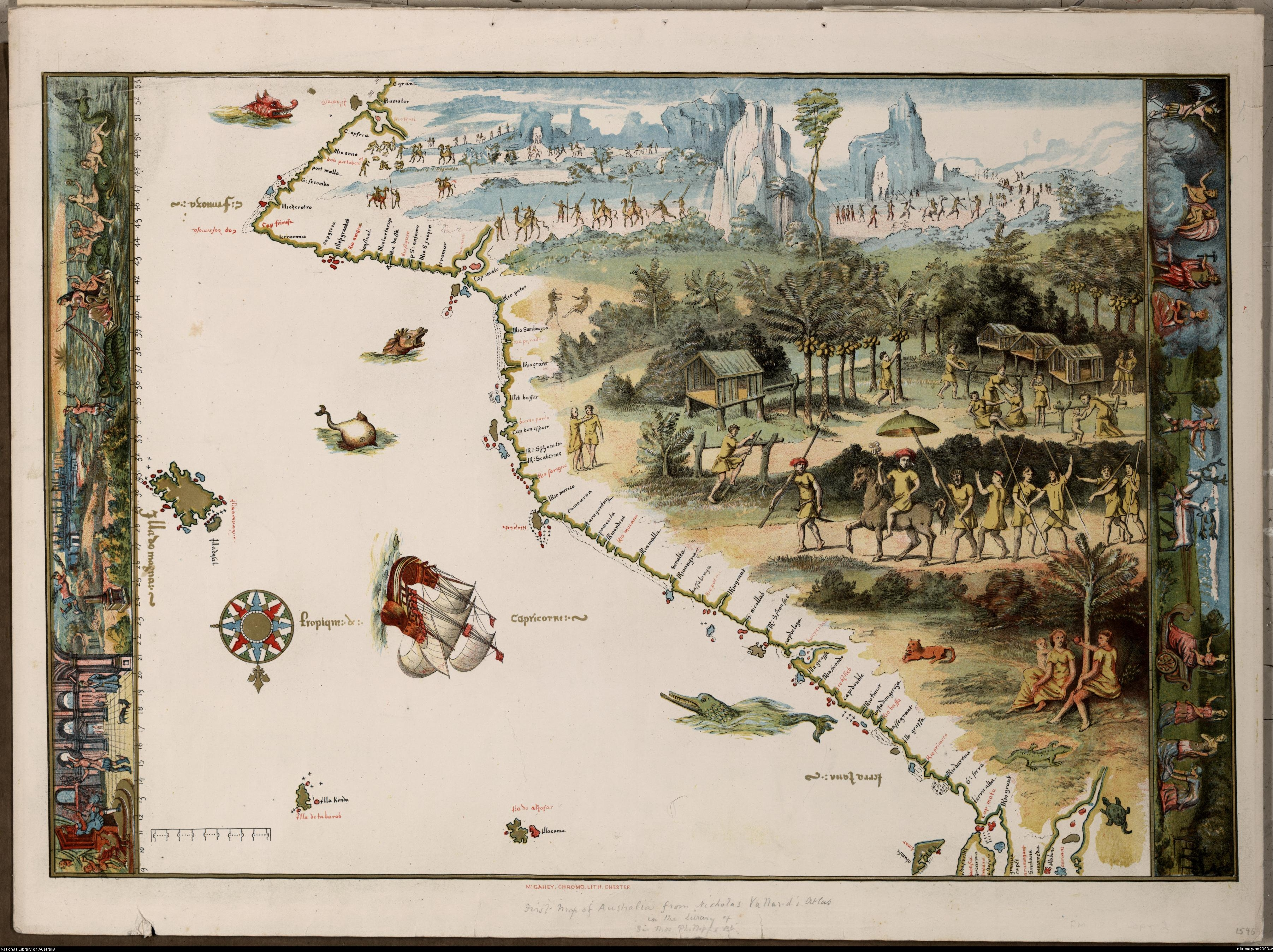
Costa este de Jave La Grande: del Atlas Vallard. Esto es parte de una copia de 1856 de uno de los mapas de Dieppe. Copia en poder de la Biblioteca Nacional de Australia.

La grande isle de Java ('la gran isla de Java') era, según Marco Polo, la isla más grande del mundo; su isla hermana, Java Menor, es en realidad Sumatra, que toma su nombre de la ciudad de Samudera (ahora Lhokseumawe), situada en su costa norte.

## Documentación más antigua
Debido a un error del amanuense en el Libro III de los viajes de Marco Polo que trata de la ruta hacia el sur desde Champa, donde el nombre de Java fue sustituido por Champa como punto de partida, Java Menor se ubicó a 1.300 millas al sur de Java Major, en lugar de desde Champa, en o cerca de una extensión de Terra Australis.
Como explicó Sir Henry Yule, editor de una edición en inglés de los viajes de Marco Polo: «Algunos geógrafos del siglo XVI, siguiendo las ediciones antiguas que llevaron a los viajeros al sureste de Java a la tierra de Boeach (o Locac), presentaron en sus mapas un continente en esa situación».

## Cosmografía de Jean Alfonse

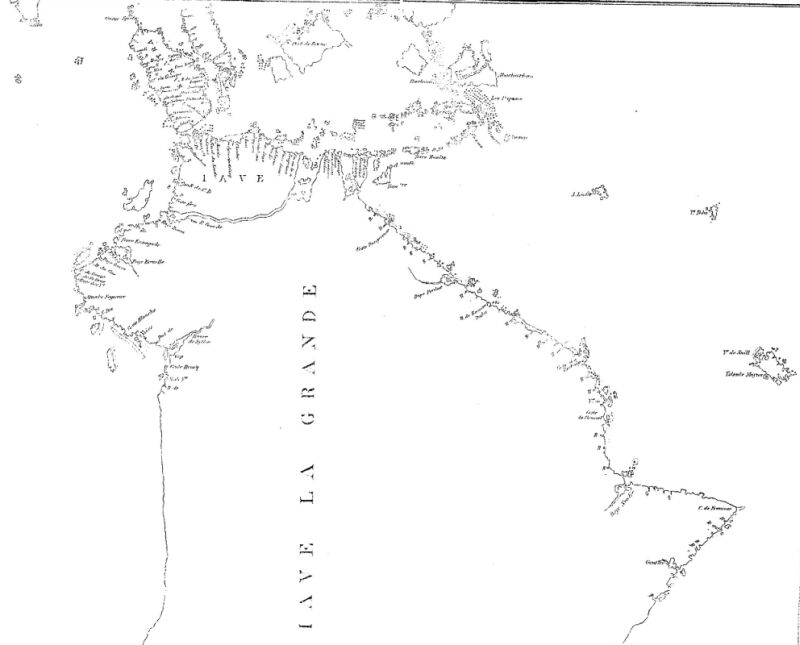
Representación de Grande Jave (Australia) en el (arriba a la izquierda del mapa, indicación de las islas de Sumatra y Jave, o sea Java).

Java Minor fue identificada como una isla (la actual Isla de Java) por el navegante y cosmógrafo franco-portugués Jean Alfonse en su obra de 1544, La Cosmographie pero Java Major según él era parte del continente de Terra Australis, que se extendía como hasta el Polo Antártico y el Estrecho de Magallanes. En La Cosmographie, Alfonse definió La Grande Jave como una extensión del continente antártico gigante, o Terra Australis: «Esta Java toca el Estrecho de Magallanes en el oeste, y en el este Terra Australis [...] Estimo que la costa del Mar del Océano llamada costa Austral se extiende hacia el este hasta Java, hasta la costa occidental de dicha Java». Aparentemente en deferencia a la afirmación de Marco Polo de que Java Major era la isla más grande del mundo, Alfonse dio el nombre de Jave Mynore a la isla de Java y el nombre de La Grand Jave a la tierra continental del sur. Java Minor de Marco Polo, lo llamó Samatrez (Sumatra). En La Cosmographie (1544), Alfonse dijo:
La Grand Jave es una tierra que llega hasta debajo del Polo Antártico y desde la Terre Australle en el oeste hasta la tierra del Estrecho de Magallanes en el lado este. Algunos dicen que son islas, pero por lo que he visto de ellas, es terre ferme [un continente] [...] Eso que se llama Jave Mynore es una isla, pero la Grand Jave es terre ferme.

## Cartografía posterior
Este concepto cosmográfico se expuso a mediados del siglo XVI en mapamundis de la Escuela de cartografía de Dieppe, Normandía, que en épocas posteriores dio lugar a la idea de que Australia pudo haber sido descubierta por los europeos mucho antes de que los holandeses comenzaran a trazar su costa en 1606 o antes de que James Cook trazara su costa este en 1770. Esto se ve claramente en Lande of Java de Jean Rotz de 1542, el Mapa Dauphin o el Mapa Mundial Harleyan de c.1547, y en el mapamundi de 1546 de Pierre Desceliers. El mapa de Alfonse de La Grande Jave tiene un parecido sorprendente con el de Rotz.
Vincenzo Coronelli, en su Globo Terrestre realizado en Venecia en 1688, se refirió a la incertidumbre sobre la ubicación del Java Minor de Marco Polo, señalando que si bien en opinión de algunos podría identificarse con Sumatra, otros creían que era Sumbawa o Nueva Holanda. Su inscripción dice: «Varias son las opiniones de los geógrafos sobre la ubicación de Giava minore, algunos la sitúan bajo el Trópico de Capricornio, de acuerdo con lo que Marco Polo escribió en el libro 3, cap.13. Otros creen que es Sumatra por la distancia que le asignó el mismo Polo, otros lo toman por la Isla de Sumbawa, y otros, más modernos, por New Holland. Nosotros, de tanta variedad de opiniones, no ofrecemos una conclusión final sobre el asunto, dejando la disputa sin resolver».

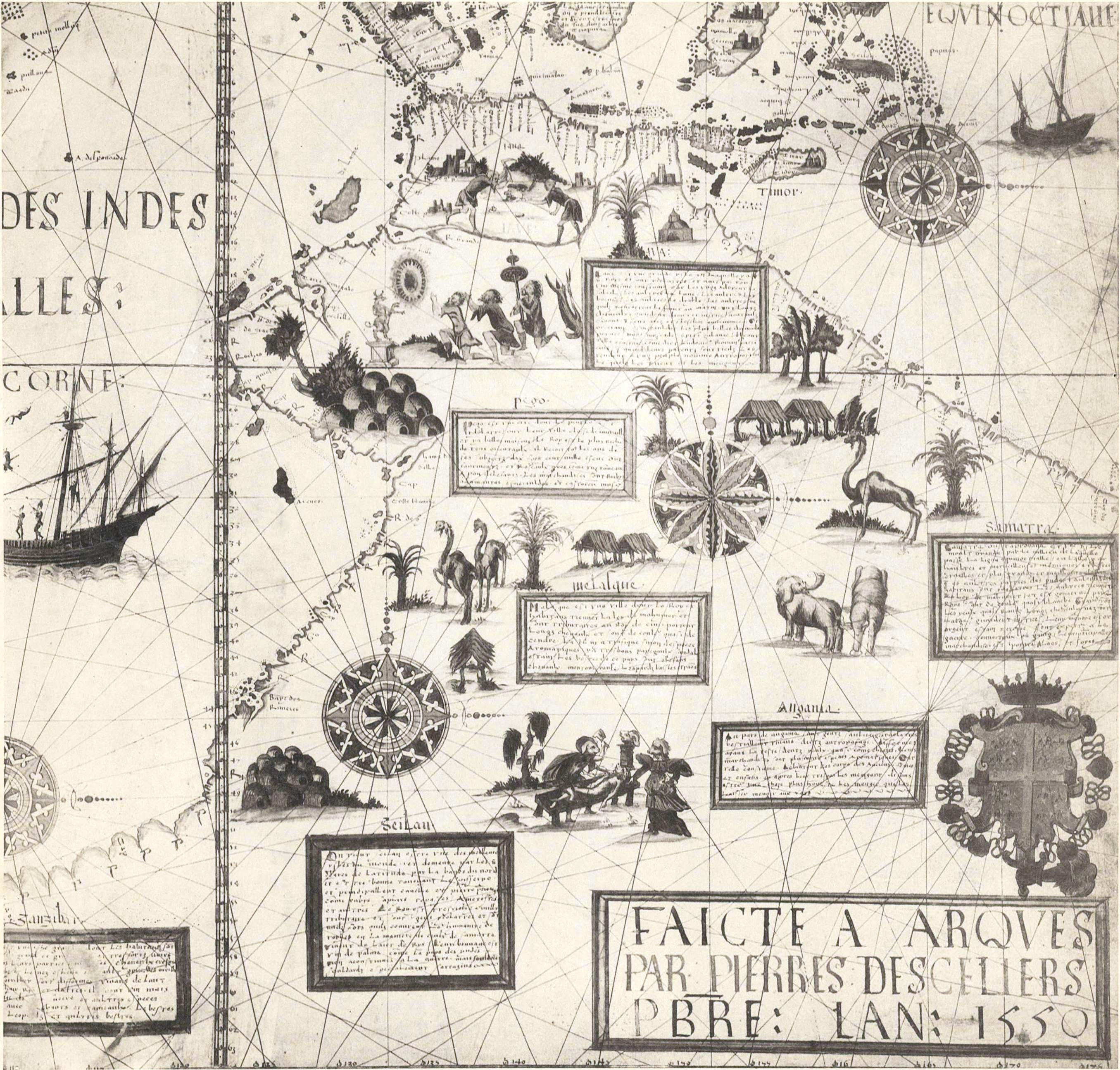
Mapa de la Grande Jave de Pierre Desceliers (1550).

De acuerdo con las ediciones no corregidas de los viajes de Marco Polo, Coronelli inscribió sobre la parte norte de Nuova Hollandia: «Algunos creen que en este lugar M. Polo descubrió la Tierra de Lochac, y que 500 millas más allá se encuentra la Isla de Pentan y el Reino de Malaiur». Como resultado de esta mala ubicación hacia el sur de las tierras e islas descritas por Marco Polo, Coronelli y otros confundieron Java Minor, el nombre de Polo para Sumatra, con Nueva Holanda (Australia). Esta confusión fue mayor en los primeros mapas de Dieppe de la década de 1540, donde se trasladaron Java Minor y Java Major (Jave la Grande), aparentemente de acuerdo con la declaración de Marco Polo de que Java Major era «la isla más grande del mundo». En los mapas de Dieppe, Jave la Grande se hizo parte del continente antártico, Terra Australis.

## Topónimos de Marco Polo
Lochac (o Locach) fue la interpretación de Marco Polo del chino (cantonés) Lo-huk, que era como se referían al reino de Lavapura, en el sur de Tailandia, o Louvo (del sánscrito Lavo, la actual Lopburi 'ciudad de Lavo', después de Lavo, en la mitología hindú el hijo de Rama: Lavo en tailandés se deletrea Lab, pronunciado Lop'h; de ahí el nombre Lop'haburī, o Lop'ha-purī (Lopburi)). Louvo se unió a Siam en 1350. Lopburi era una provincia del imperio jemer en la época de Marco Polo, y pudo haber usado 'Locach' para referirse a Camboya. Las agujas doradas de Angkor, la capital del imperio jemer, habrían sido una inspiración más probable del comentario de Marco sobre el oro de Locach que el Lopburi de su época.

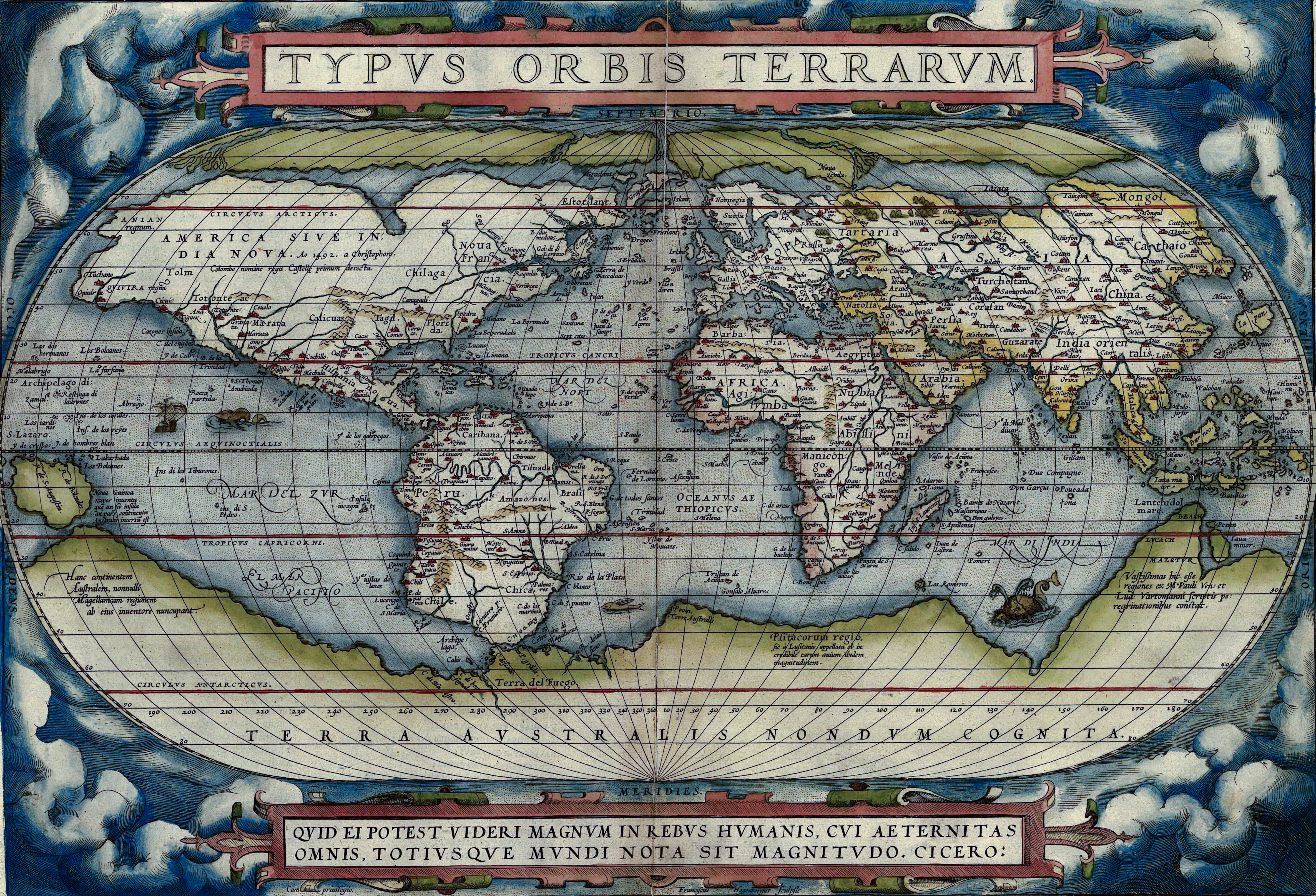
Mapamundi de 1570 de Abraham Ortelius, TYPUS ORBIS TERRARUM (Figura del globo terrestre) que representa «Terra Australis Nondum Cognita» como un gran continente en la parte inferior del mapa y también un continente ártico. Al sur de Nueva Guinea, el continente lleva la inscripción, Hanc continentem Australem, nonnulli Magellanicam regionem ab eius inventore nuncupant (Este continente austral es llamado por algunos la región de Magallanes, en honor a su descubridor).

Como Zhou Daguan, el embajador enviado por la corte de Yuan a Camboya en 1296 comentó: «Estas [torres doradas] son los monumentos que han hecho que los comerciantes del extranjero hablen tan a menudo de 'Zhenla [Camboya] la rica y noble». El encarcelamiento por el gobernante jemer Jayavarman VIII de un emisario mongol en 1281 habría sido una amplia justificación para el comentario de Marco sobre la inhumanidad de su gente: dijo que Locach «era un lugar tan salvaje que pocas personas iban allí», y que «el rey mismo no quiere que nadie vaya allí o espíe su tesoro o el estado de su reino». Marco también notó la abundancia de elefantes en Locach; Locach se destacó en los anales chinos por enviar elefantes como tributo.
Beach, como una mala traducción de Locach, se originó con las ediciones de 1532 del Novus Orbis Regionum de Simon Grynaeus y Johann Huttich, en el que Locach de Marco Polo se cambió a Boëach, que luego se redujo a Beach. Pentan es la isla de Bintan, y Malaiur era el antiguo nombre tamil de la ciudad de Sumatra de Jambi (y es el origen del nombre nacional malayo).

## Jave la Grandecomo un compuesto deRegio PatalisyBrasielie Regio

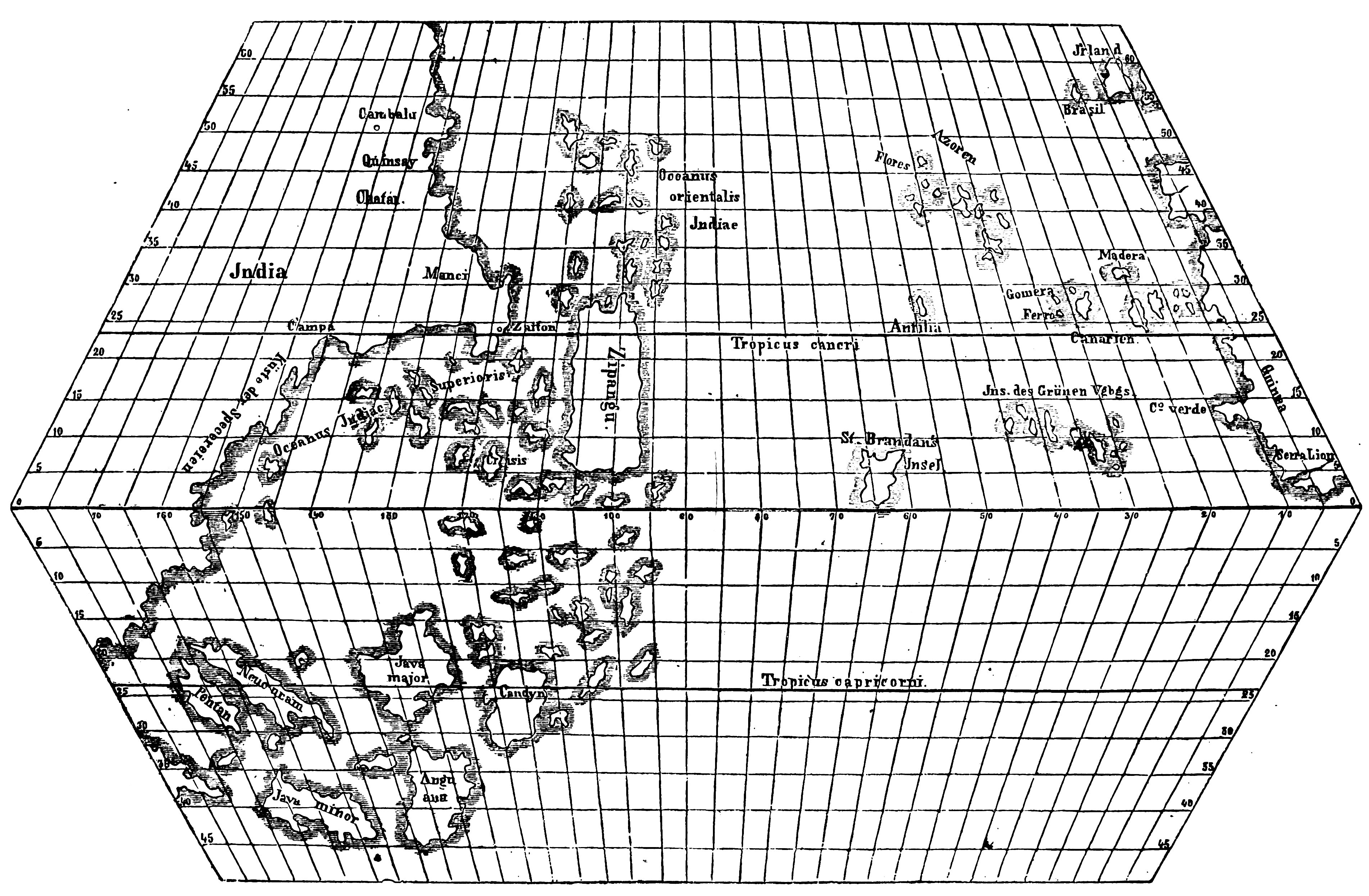
Mapa de Toscanelli, donde Java Major se localiza al noreste de Java Minor.

Robert J. King sugiere que la descripción de Alfonse de La Grande Jave también podría encajar en el promontorio Regio Patalis en el mapa mundial de Oronce Fine, e indica que los Mapas Dieppe parecen haber combinado la Gran Java de Marco Polo con Regio Patalis y Brasielie Regio de Fine. En los Mapas de Dieppe, el gran promontorio de JAVE LA GRANDE (Gran Java) se extiende, como la Regio Patalis, hacia el norte desde el continente Austral. La evolución de REGIO PATALIS de Fine en JAVE LA GRANDE puede haber sido influenciada por la frase utilizada por Ludovico di Varthema, un italiano de Bolonia que hizo un viaje en 1505 desde Borneo a Java, quien dijo que Java «prope in inmensum patet» («se extiende casi más allá de toda medida»).
Aunque la palabra patet ('se extiende') no tiene conexión con la ciudad de Patala (ahora Thatta) en la desembocadura del río Indo, que dio su nombre a la Regio Patalis ('Región de Patala'), los cartógrafos de Dieppe pueden haber malinterpretó el nombre con el significado de 'la Región Extensa'. Ludovico di Varthema también dijo que el capitán del barco en el que había hecho el viaje desde Borneo le había dicho que en el lado sur de Java Major, hacia el sur, «hay pueblos que navegan de espaldas a nuestras estrellas. del norte hasta encontrar un día de mas de 4 horas, donde el día no dura más de cuatro horas», y que allí hacía más frío que en cualquier otra parte del mundo.
La región donde el día más corto duraría solo cuatro horas estaría en la latitud 63° Sur. Esto podría explicar la descripción de Jean Alfonse de La Grande Jave como una extensión del continente antártico gigante: «Esta Java toca el Estrecho de Magallanes en el oeste, y en el este Terra Australis [...] Estimo que la costa del Mar Océano llamada costa Austral se extiende hacia el este [desde el Estrecho de Magallanes] hasta Java, hasta la costa occidental de dicha Java». La Grande Jave de Guillaume Le Testu de 1556 es parte de la Terre Australle, y lleva una Baie Braecillie en su costa noroeste, una denominación, como señaló Armand Rainaud en 1893, «que sin duda proviene de los globos de Schoener y los mapas de Oronce Fine».
Esta denominación aparece en otros mapas de Dieppe como baie bresille en el mapa de Rotz, Baye bresille en el Harleian y Baye bresill en los Desceliers, lo que indica la confianza de sus creadores en la cosmografía Schoener / Fine. Johannes Schoener definió Brasilia australis como «una inmensa región hacia Antarcticum recién descubierta pero aún no completamente estudiada, que se extiende hasta Melacha y algo más allá; cerca de esta región se encuentra la gran isla de Zanzíbar». En el mapamundi de Fine de 1531, BRASIELIE REGIO se muestra como parte de Terra Australis que se encuentra al este de África y al sur de Java, justo donde Schoener ubicó BRASIELIE REGIO en su globo de 1523, y donde los mapas de Dieppe ubican su Baye Bresille.
King concluye que los cartógrafos de Dieppe identificaron la Regio Patalis, que se muestra en los mapas mundiales de Oronce Fine de 1531 y 1534 como una enorme península del continente sur, con Locach, como hizo Gerardus Mercator en su globo terráqueo de 1541, o con Java Major (Jave la Grande). Señala que Java Minor fue identificado con la isla de Madura por Antonio Pigafetta, el cronista de la expedición de Magallanes. Pigafetta registró que en Timor, la gente local les había explicado, en respuesta a su consulta sobre Java Menor, «que la Java menor era la isla de Madura y media legua cerca del Gran Java». La identificación errónea de Java Minor con la isla de Madura permitió que la costa sur de Java Major permaneciera indefinida. Esto, a su vez, permitió a los cartógrafos del siglo XVI identificar Java Major como un promontorio de Terra  Australis y con la región de Locach de Polo.
Las Islas Desafortunadas descubiertas durante el viaje de Magallanes a través del Pacífico en 1522 aparecen en los mapas de Dieppe, renombradas con una versión corrupta de su nombre como ysles de magna y ye de saill o alguna ligera variación de las mismas y desplazadas a las cercanías de Jave la Grande/Lucach.